# Bellmunt del Priorat
Bellmunt del Priorat ist eine Gemeinde im Süden Kataloniens mit 298 Einwohnern (Stand: 2024) und liegt in der Provinz Tarragona und der Comarca Priorat. 

## Lage
Bellmunt del Priorat liegt etwa 48 Kilometer westnordwestlich von Tarragona in einer Höhe von ca. 260 m. 

## Bevölkerungsentwicklung
| Jahr      | 1970 | 1981 | 1991 | 2001 | 2011 | 2021 |
| Einwohner | 678  | 366  | 313  | 308  | 337  | 281  |

## Sehenswürdigkeiten
- Luzienkirche
- Bergbaumuseum